# 内斯莉汗·阿林
内斯莉汗·阿林（土耳其語：Neslihan Arın，1994年2月26日—），本名内斯莉汗·伊伊特（土耳其語：Neslihan Yiğit），土耳其女子羽毛球運動員。

## 簡歷
2012年，内斯莉汗·伊伊特代表土耳其出戰英國倫敦舉行的奥林匹克运动会羽毛球比賽女子單打項目，在小組賽階段先以2比0戰勝奧地利的西蒙娜·普鲁茨，後以0比2負於中華台北的鄭韶婕，最終以一勝一負的小組次名成績出局。
2015年8月，伊伊特參加印尼雅加達舉行的世界羽毛球錦標賽，出戰女子單打項目，首圈就以0比2（11-21、14-21）不敵中華台北的白馭珀出局。

## 主要比賽成績
只列出曾進入準決賽的國際賽事成績：
| 年份   | 賽事                         | 公開賽級別 | 項目     | 拍檔            | 成績   |
| ------ | ---------------------------- | ---------- | -------- | --------------- | ------ |
| 2011年 | 斯洛伐克羽毛球公開賽         | 國際系列賽 | 女子雙打 | 奥兹格·巴伊拉克 | 亞軍   |
| 2011年 | 保加利亞羽毛球國際賽         | 國際挑戰賽 | 女子單打 | －              | 亞軍   |
| 2011年 | 保加利亞羽毛球國際賽         | 國際挑戰賽 | 女子雙打 | 奥兹格·巴伊拉克 | 準決賽 |
| 2012年 | 伊朗羽毛球國際挑戰賽         | 國際挑戰賽 | 女子單打 | －              | 冠軍   |
| 2012年 | 伊朗羽毛球國際挑戰賽         | 國際挑戰賽 | 女子雙打 | 奥兹格·巴伊拉克 | 準決賽 |
| 2012年 | 奧地利羽毛球國際挑戰賽       | 國際挑戰賽 | 女子單打 | －              | 準決賽 |
| 2012年 | 克羅地亞羽毛球國際賽         | 國際系列賽 | 女子單打 | －              | 亞軍   |
| 2012年 | 波蘭羽毛球國際賽             | 國際挑戰賽 | 女子單打 | －              | 亞軍   |
| 2012年 | 秘魯羽毛球國際賽             | 國際挑戰賽 | 女子單打 | －              | 準決賽 |
| 2012年 | 哈爾科夫羽毛球國際賽         | 國際挑戰賽 | 女子雙打 | 奥兹格·巴伊拉克 | 亞軍   |
| 2012年 | 保加利亞羽毛球國際賽         | 國際挑戰賽 | 女子雙打 | 奥兹格·巴伊拉克 | 亞軍   |
| 2012年 | 土耳其羽毛球國際賽           | 國際系列賽 | 女子雙打 | 奥兹格·巴伊拉克 | 亞軍   |
| 2013年 | 伊朗羽毛球國際挑戰賽         | 國際挑戰賽 | 女子單打 | －              | 冠軍   |
| 2013年 | 伊朗羽毛球國際挑戰賽         | 國際挑戰賽 | 女子雙打 | 埃布鲁·亚兹甘   | 準決賽 |
| 2013年 | 歐洲青年羽毛球錦標賽         | 其他       | 女子單打 | －              | 準決賽 |
| 2013年 | 地中海運動會羽毛球比賽       | 其他       | 女子單打 | －              | 金牌   |
| 2013年 | 地中海運動會羽毛球比賽       | 其他       | 女子雙打 | 奥兹格·巴伊拉克 | 金牌   |
| 2013年 | 保加利亞羽毛球公開賽         | 國際系列賽 | 女子雙打 | 奥兹格·巴伊拉克 | 準決賽 |
| 2013年 | 哈爾科夫羽毛球國際賽         | 國際挑戰賽 | 女子雙打 | 奥兹格·巴伊拉克 | 準決賽 |
| 2013年 | 土耳其羽毛球國際賽           | 國際系列賽 | 女子單打 | －              | 亞軍   |
| 2013年 | 土耳其羽毛球國際賽           | 國際系列賽 | 女子雙打 | 奥兹格·巴伊拉克 | 亞軍   |
| 2014年 | 伊朗羽毛球國際挑戰賽         | 國際挑戰賽 | 女子單打 | －              | 準決賽 |
| 2014年 | 伊朗羽毛球國際挑戰賽         | 國際挑戰賽 | 女子雙打 | 奥兹格·巴伊拉克 | 亞軍   |
| 2014年 | 克羅地亞羽毛球國際賽         | 國際系列賽 | 女子單打 | －              | 準決賽 |
| 2014年 | 克羅地亞羽毛球國際賽         | 國際系列賽 | 女子雙打 | 奥兹格·巴伊拉克 | 準決賽 |
| 2014年 | 希臘羽毛球國際賽             | 國際系列賽 | 女子單打 | －              | 準決賽 |
| 2014年 | 希臘羽毛球國際賽             | 國際系列賽 | 女子雙打 | 奥兹格·巴伊拉克 | 冠軍   |
| 2014年 | 白夜羽毛球賽                 | 國際挑戰賽 | 女子單打 | －              | 準決賽 |
| 2014年 | 白夜羽毛球賽                 | 國際挑戰賽 | 女子雙打 | 奥兹格·巴伊拉克 | 準決賽 |
| 2014年 | 保加利亞羽毛球公開賽         | 國際系列賽 | 女子單打 | －              | 準決賽 |
| 2014年 | 保加利亞羽毛球公開賽         | 國際系列賽 | 女子雙打 | 奥兹格·巴伊拉克 | 冠軍   |
| 2014年 | 哈爾科夫羽毛球國際賽         | 國際挑戰賽 | 女子雙打 | 奥兹格·巴伊拉克 | 準決賽 |
| 2014年 | 孟加拉羽毛球國際挑戰賽       | 國際挑戰賽 | 女子單打 | －              | 冠軍   |
| 2014年 | 孟加拉羽毛球國際挑戰賽       | 國際挑戰賽 | 女子雙打 | 奥兹格·巴伊拉克 | 亞軍   |
| 2014年 | 土耳其羽毛球國際賽           | 國際系列賽 | 女子單打 | －              | 冠軍   |
| 2014年 | 土耳其羽毛球國際賽           | 國際系列賽 | 女子雙打 | 奥兹格·巴伊拉克 | 亞軍   |
| 2015年 | 伊朗羽毛球國際挑戰賽         | 國際挑戰賽 | 女子單打 | －              | 亞軍   |
| 2015年 | 伊朗羽毛球國際挑戰賽         | 國際挑戰賽 | 女子雙打 | 奥兹格·巴伊拉克 | 冠軍   |
| 2015年 | 南方共同市場羽毛球國際挑戰賽 | 國際挑戰賽 | 女子單打 | －              | 準決賽 |
| 2015年 | 南方共同市場羽毛球國際挑戰賽 | 國際挑戰賽 | 女子雙打 | 奥兹格·巴伊拉克 | 冠軍   |
| 2015年 | 秘魯羽毛球國際賽             | 國際挑戰賽 | 女子單打 | －              | 亞軍   |
| 2015年 | 秘魯羽毛球國際賽             | 國際挑戰賽 | 女子雙打 | 奥兹格·巴伊拉克 | 亞軍   |
| 2015年 | 歐洲運動會羽毛球比賽         | 其他       | 女子雙打 | 奥兹格·巴伊拉克 | 銅牌   |
| 2015年 | 白夜羽毛球賽                 | 國際挑戰賽 | 女子雙打 | 奥兹格·巴伊拉克 | 亞軍   |
| 2015年 | 拉各斯羽毛球國際挑戰賽       | 國際挑戰賽 | 女子雙打 | 奥兹格·巴伊拉克 | 亞軍   |
| 2015年 | 保加利亞羽毛球國際賽         | 國際挑戰賽 | 女子雙打 | 奥兹格·巴伊拉克 | 準決賽 |
| 2015年 | 智利羽毛球國際挑戰賽         | 國際挑戰賽 | 女子單打 | －              | 準決賽 |
| 2015年 | 智利羽毛球國際挑戰賽         | 國際挑戰賽 | 女子雙打 | 奥兹格·巴伊拉克 | 準決賽 |
| 2015年 | 巴林羽毛球國際挑戰賽         | 國際挑戰賽 | 女子單打 | －              | 準決賽 |
| 2015年 | 土耳其梅爾辛羽毛球國際賽     | 國際挑戰賽 | 女子雙打 | 奥兹格·巴伊拉克 | 亞軍   |
| 2016年 | 巴西羽毛球國際賽             | 國際系列賽 | 女子單打 | －              | 冠軍   |
| 2016年 | 波蘭羽毛球公開賽             | 國際挑戰賽 | 女子單打 | －              | 亞軍   |
| 2016年 | 智利羽毛球國際賽             | 國際系列賽 | 女子單打 | －              | 亞軍   |
| 2016年 | 白夜羽毛球賽                 | 國際挑戰賽 | 女子單打 | －              | 冠軍   |
| 2016年 | 土耳其羽毛球國際賽           | 國際系列賽 | 女子雙打 | 奥兹格·巴伊拉克 | 冠軍   |
| 2017年 | 白夜羽毛球賽                 | 國際挑戰賽 | 女子單打 | －              | 亞軍   |
| 2017年 | 保加利亞羽毛球公開賽         | 國際系列賽 | 女子單打 | －              | 冠軍   |
| 2017年 | 希臘羽毛球公開賽             | 國際系列賽 | 女子單打 | －              | 冠軍   |
| 2017年 | 捷克羽毛球公開賽             | 國際挑戰賽 | 女子單打 | －              | 冠軍   |
| 2017年 | 匈牙利羽毛球國際賽           | 國際挑戰賽 | 女子單打 | －              | 冠軍   |
| 2017年 | 意大利羽毛球國際賽           | 國際挑戰賽 | 女子單打 | －              | 準決賽 |
| 2017年 | 土耳其羽毛球國際賽           | 國際系列賽 | 女子單打 | －              | 亞軍   |
| 2018年 | 奧地利羽毛球公開賽           | 國際挑戰賽 | 女子單打 | －              | 準決賽 |
| 2018年 | 地中海運動會羽毛球比賽       | 其他       | 女子單打 | －              | 金牌   |
| 2018年 | 保加利亞羽毛球公開賽         | 國際系列賽 | 女子單打 | －              | 冠軍   |
| 2018年 | 捷克羽毛球公開賽             | 國際挑戰賽 | 女子單打 | －              | 亞軍   |
| 2018年 | 匈牙利羽毛球國際賽           | 國際挑戰賽 | 女子單打 | －              | 冠軍   |
| 2019年 | 奧爾良羽毛球大師賽           | 超級100賽  | 女子單打 | －              | 準決賽 |
| 2019年 | 芬蘭羽毛球公開賽             | 國際挑戰賽 | 女子單打 | －              | 準決賽 |
| 2019年 | 拉各斯羽毛球國際經典賽       | 國際挑戰賽 | 女子單打 | －              | 冠軍   |
| 2019年 | 保加利亞羽毛球公開賽         | 國際系列賽 | 女子單打 | －              | 冠軍   |
| 2019年 | 哈爾科夫羽毛球國際賽         | 國際挑戰賽 | 女子單打 | －              | 亞軍   |
| 2019年 | 比利時羽毛球國際賽           | 國際挑戰賽 | 女子單打 | －              | 亞軍   |
| 2019年 | 馬爾代夫羽毛球國際挑戰賽     | 國際挑戰賽 | 女子單打 | －              | 準決賽 |
| 2019年 | 匈牙利羽毛球國際賽           | 國際挑戰賽 | 女子單打 | －              | 冠軍   |
| 2019年 | 土耳其羽毛球公開賽           | 國際系列賽 | 女子單打 | －              | 冠軍   |
| 2021年 | 歐洲羽毛球錦標賽             | 其他       | 女子單打 | －              | 季軍   |
| 2022年 | 歐洲羽毛球錦標賽             | 其他       | 女子單打 | －              | 季軍   |
| 2023年 | 烏干達羽毛球國際挑戰賽       | 國際挑戰賽 | 女子單打 | －              | 亞軍   |
| 2023年 | 葡萄牙羽毛球國際賽           | 國際系列賽 | 女子單打 | －              | 冠軍   |
| 2023年 | 波蘭羽毛球公開賽             | 國際挑戰賽 | 女子單打 | －              | 亞軍   |
| 2023年 | 斯洛文尼亞羽毛球公開賽       | 國際挑戰賽 | 女子單打 | －              | 亞軍   |
| 2023年 | 馬爾代夫羽毛球國際挑戰賽     | 國際挑戰賽 | 女子單打 | －              | 準決賽 |
| 2023年 | 比利時羽毛球國際賽           | 國際挑戰賽 | 女子單打 | －              | 冠軍   |
| 2023年 | 蘇格蘭羽毛球公開賽           | 國際挑戰賽 | 女子單打 | －              | 冠軍   |
| 2024年 | 歐洲羽毛球錦標賽             | 其他       | 女子單打 | －              | 季軍   |
| 2025年 | 瑞典羽毛球公開賽             | 國際系列賽 | 女子單打 | －              | 冠軍   |
| 2025年 | 伊朗羽毛球國際挑戰賽         | 國際挑戰賽 | 女子單打 | －              | 冠軍   |
| 2025年 | 烏干達羽毛球國際挑戰賽       | 國際挑戰賽 | 女子單打 | －              | 亞軍   |
| 2025年 | 波蘭羽毛球公開賽             | 國際挑戰賽 | 女子單打 | －              | 冠軍   |

| 2007-2017年 | 首要超級賽 | 超級賽 | 黃金大獎賽 | 大獎賽 | 國際挑戰賽 | 國際系列賽 | 未來系列賽 | 其他 |

| 2018-2026年 | 總決賽 | 超級1000賽 | 超級750賽 | 超級500賽 | 超級300賽 | 超級100賽 | 國際挑戰賽 | 國際系列賽 | 未來系列賽 | 其他 |

### 奧運會和世錦賽參賽紀錄
|          | 搭檔            | 2011 | 2012       | 2013 | 2014 | 2015 | 2016 | 2017 | 2018 | 2019 | 2020       | 2021 | 2022 | 2023 | 2024       |
| -------- | --------------- | ---- | ---------- | ---- | ---- | ---- | ---- | ---- | ---- | ---- | ---------- | ---- | ---- | ---- | ---------- |
| 女子單打 | 不適用          | －   | 小組第二名 | －   | －   | 64強 | －   | －   | 64強 | 64強 | 小組第二名 | 32強 | －   | 32強 | 小組第二名 |
|          |                 |      |            |      |      |      |      |      |      |      |            |      |      |      |            |
| 女子雙打 | 内斯里汉·基利希 | 32強 | －         | －   | －   | －   | －   | －   | －   | －   | －         | －   | －   | －   | －         |
| 女子雙打 | 奥兹格·巴伊拉克 | －   | －         | －   | －   | 64強 | －   | －   | －   | －   | －         | －   | －   | －   | －         |